# SC Hessen Dreieich
Der SC Hessen Dreieich (vollständiger Name: Sportclub Hessen Dreieich e. V.) ist ein Sportverein aus Dreieich im Landkreis Offenbach. Die erste Fußballmannschaft stieg im Jahre 2018 in die viertklassige Regionalliga Südwest auf, stieg aber im Folgejahr wieder ab.

## Geschichte

### Gründung
Der Verein wurde am 20. Juni 2013 gegründet. Hintergrund waren die finanziellen Schwierigkeiten der Stadt Dreieich, die in die Haushaltssicherung genommen wurde. Aus diesem Grund hätte die Gemeinde die Zuschüsse für die örtlichen Fußballvereine kürzen müssen. Der Eigner der Fluggesellschaft Hahn Air Lines Hans Nolte gründete daraufhin die Dreieich Sportstätten Betriebs & Marketing GmbH (DSBM) und investierte 2,5 Millionen Euro in den Bau neuer Sportanlagen. Den örtlichen Vereinen versprach die DSBM Zuschüsse aus dem Sponsorenpool, wenn sie dem neu gegründeten Verein als assoziiertes Mitglied beitreten.
Fünf Dreieicher Vereine beklagten daraufhin, dass sich die Vereine vom neugegründeten SC Hessen abhängig machen würden und fühlten sich erpresst. Zudem wurde dem SC Hessen vorgeworfen, Jugendspieler aggressiv abzuwerben. Schließlich traten sieben Vereine dem SC Hessen Dreieich bei: Die Fußballabteilung der SKG Sprendlingen, der FV 1906 Sprendlingen, die SG Götzenhain, der SV Dreieichenhain, der TV Dreieichenhain, der FC Offenthal und die SuSGO Offenthal. Bedeutendster Stammverein ist der FV Sprendlingen, der von 1976 bis 1978 in der seinerzeit drittklassigen Amateurliga Hessen spielte.

### Sportliche Entwicklung
Die SKG Sprendlingen wurde in der Saison 2012/13 hinter dem SSV Lindheim Vizemeister der Gruppenliga Frankfurt-Ost. In der anschließenden Relegation zur Verbandsliga Hessen-Süd stiegen die Sprendlinger nach einem 1:0 am letzten Spieltag beim direkten Konkurrenten Rot-Weiß Walldorf auf. Dort übernahm der SC Hessen Dreieich den Platz und wurde auf Anhieb Neunter. Verstärkt durch zahlreiche ehemalige Dritt- und Regionalligaspieler spielten die Dreieicher erneut um die Meisterschaft mit und lieferten sich einen Zweikampf mit Rot-Weiss Frankfurt.
Der ehemalige Bundesliga-Profi Thomas Epp wurde am 1. Januar 2014 Sportdirektor Fußball und führte die Mannschaft in der Saison 2014/15 zur Meisterschaft und damit zum Aufstieg in die Hessenliga. Nachdem dort die Hinrunde auf Platz elf beendet wurde, dies jedoch den hohen Ansprüchen der Vereinsführung nicht genügte, wurde Rudi Bommer zum 1. Januar 2016 neuer Cheftrainer, sein ehemaliger Mitspieler Ralf Weber sein Co-Trainer. Neuer Sportdirektor wurde gleichzeitig Karl-Heinz Körbel, der am 28. Juni 2016 zum Vizepräsidenten gewählt wurde. 2017 und 2018 wurde der SC Hessen jeweils Meister in der Hessenliga. Nachdem der Verein 2017 noch auf den Aufstieg verzichtet hatte, nahm er 2018 die Aufstiegschance wahr und spielte somit in der Saison 2018/19 in der Regionalliga Südwest. Infolge anhaltender Erfolglosigkeit übernahm zunächst Körbel am 1. April 2019 und einen Tag später das Trainerteam Bommer/Weber die Verantwortung für Kadergestaltung und ausbleibende Ergebnisse und traten von ihren Ämtern zurück. Interimsweise übernahm der bisherige Torwarttrainer Volker Becker bis Saisonende als Chefcoach. Dennoch stieg der Verein direkt wieder in die Hessenliga ab. In der Saison 2019/2020 wurde der SC Hessen Dreieich von Ex-Bundesligaprofi Lars Schmidt trainiert.
Am 15. März 2020 kündigte der Verein an, seine Herrenmannschaft künftig in den eigens dafür neugegründeten International Soccer Club Rhein-Main (kurz: ISCRM) auszulagern. Mit dieser Professionalisierung wollte man den anwachsenden Anforderungen im Profibereich besser begegnen und den Jugendmannschaften auf dem Gelände abends keine Trainingszeiten mehr streitig machen. Aufgrund der COVID-19-Pandemie zog der Verein die Bewerbung des ISCRM für die Hessenliga am 27. April 2020 wieder zurück und nahm in der Saison 2020/21 mit dem gewohnten Namen am Spielbetrieb der Hessenliga teil.
Die Herrenmannschaft zog sich zum Saisonende 2021/22 aus der Hessenliga zurück und ist in der Saison 2022/23 nicht im Seniorenbereich vertreten. Einige Spieler des Hessenligakaders wurden von Eintracht Frankfurt in deren U21 übernommen, die ab der Saison 2022/23 in der Hessenliga an den Start geht. Der SC Hessen Dreieich ist in der Saison 2022/23 mit diversen Jugendteams in den Altersklassen E-Junioren bis B-Junioren vertreten. Im März 2024 wurden auch die restlichen Jugend-Teams ausgegliedert und zum 1. Juli 2024 wurde die Fußball-Abteilung des SC Hessen Dreieich in den FV 1906 Sprendlingen aufgenommen.

## Persönlichkeiten
| Fußballspieler - Mimoun Azaouagh - Fouad Brighache - Markus Brüdigam - Constant Djakpa - Daniele Fiorentino - Youssef Mokhtari - Kevin Pezzoni - Christian Pospischil | Leichtathleten - Michael Schrader Reiter - Carl Cuypers - Anna Nolte |